# ボンクリ・フェス
ボンクリ・フェス（英語: Born Creative Festival）は、東京都豊島区にある東京芸術劇場で開催される音楽祭。アーティスティック・ディレクターという肩書の芸術監督は、作曲家の藤倉大。

## 概要
主催は東京芸術劇場。藤倉が選んだ、世界中の作曲家の新しい作品が演奏される。現代音楽だけにとどまらず、世界中のジャズアーティスト、坂本龍一作品の日本初演やデヴィッド・シルヴィアンの未発表音源を紹介するなど、多方面の新しい音が聴ける音楽祭である。
子供たちに向けて作曲教室を開いたとき藤倉は、全ての子は新しい音楽や新しい音、変な音が好きだと確信。その確信を元に、クラシック音楽で変な音といえば現代音楽で、それが原因となり難解で高尚な分野の音楽だと思われがちだが、理解しなければならないという強迫観念に囚われることなく、童心に戻り驚いたり面白がって貰えればいいと企画された。
人間は皆、生まれつきクリエイティブであるという思いに基づいて藤倉は、Born Creative（）と命名。藤倉は「全ての人間は子供の頃、新しい音楽、新しい音が好き。何故かそのクリエイティヴィティは成長するにつれ失われていく。ボンクリは大人になっても子供のクリエイティヴィティを失わなかったアーティストたちのイベント」と語っている。
初回は、2017年（平成29年）5月4日に開催された。7回目の開催となった2023年（令和5年）には、4076人と過去最高の入場者数を記録。

## 会場
東京芸術劇場の中で1日中、有料や無料のコンサートや参加型のワークショップが開催され、ピクニック気分で0歳の赤ちゃんから大人まで楽しめる。
東京芸術劇場内に設置された複数の作曲家やテーマのある部屋、アトリウムコンサートなどが同時に行われ、最後にメインコンサートとなるスペシャルコンサートがコンサートホールで行われる。

## 紹介された作曲家
- 藤倉大
- 武満徹
- オリヴィエ・メシアン
- デヴィッド・シルヴィアン
- 坂本龍一
- ブルーノ・マデルナ
- 大友良英
- 池辺晋一郎
- 清元栄吉
- 高橋悠治
- ルチアーノ・ベリオ
- 伊左治直
- フランコ・ドナトーニ
- 石川高
- 西村朗
- ポーリン・オリヴェロス
- マリー・シェーファー
- 鶴見幸代
- マウリツィオ・カーゲル
- ソフィア・グバイドゥーリナ
- 望月京
- ジャック・ボディ
- ペーテル・エトヴェシュ
- アルヴィン・ルシエ
- クロード・ヴィヴィエ
- ヨンヒ・パクパーン
- 川島素晴
- 山本和智
- 牛山泰良
- 梅本佑利
- マリオスヨアンノー・エリア
- 大塚勇樹
- ジョン・ケージ
- クシシュトフ・コメダ
- 佐藤亜矢子
- 塩見允枝子
- 杉山洋一
- 田代啓希
- chiharu mk
- 壷井一歩
- デヴィッド・トゥープ
- 富田勲
- 永田砂知子
- 永松ゆか
- ジルベール・ノウノ
- 挾間美帆
- 林恭平櫓
- 垣智也
- モートン・フェルドマン
- ベランジェル・マキシマン
- 八木美知依
- ヤマシタユミ
- テリー・ライリー
- 李英姿
- 渡辺愛